# Ermita de San Francisco de Paula
La ermita de San Francisco de Paula se encuentra situada en Gayanes (Alicante), Comunidad Valenciana.

## Descripción
Se encuentra situada en la ladera de la sierra de Benicadell, al norte del municipio, en una zona conocido como la loma del calvario. El camino que parte de Gayanes hacia la ermita, está rodeado por casalicios de vía crucis.
Su advocación está dedicada a San Francisco de Paula, patrón de la población. Siendo Juan Merita procurador de los condes de Cocentaina, el conde otorga permiso para construir una ermita en la loma del calvario el 27 de mayo de 1694. Su construcción data de principios del siglo XVIII.
A la derecha de la ermita, se halla una fuente y un panel de cerámica con la representación de San Francisco de Paula. A esta representación se le llama popularmente el santet, por su reducido tamaño. 
El conjunto arquitectónico contiene un pórtico, la zona oratoria, una cruz de piedra, la sacristía y la casa del ermitaño. La ermita está provista de una zona recreativa.
En la Iglesia de San Jaime Apóstol (Gayanes) de Gayanes, se conserva una reliquia del patrón. Desde esta iglesia parte una romería, durante las fiestas patronales, a la ermita con la imagen de San Francisco de Paula. Se realiza el domingo de fiestas, siendo un acto popular y emotivo.